# Parc national de Sarek
Vous lisez un « article de qualité » labellisé en 2011.
Pour le personnage de Star Trek, voir Sarek.
Le parc national de Sarek (en suédois : Sareks nationalpark) est un parc national du Nord de la Suède, dans la commune de Jokkmokk du comté de Norrbotten en Laponie. Il couvre 1 970 km2 dans les Alpes scandinaves et est bordé par les parcs nationaux de Padjelanta et de Stora Sjöfallet.
Le parc est la zone la plus montagneuse de Suède, avec dix-neuf sommets de plus de 1 900 m dont le Sarektjåhkkå, deuxième plus haut sommet du pays avec 2 089 m. Le parc est parcouru par la rivière Ráhpaädno et la vallée de Rapadalen qui forment l'« artère du parc ». Cette rivière, alimentée par une trentaine de glaciers, transporte des quantités de sédiments qui, en se déposant, ont créé plusieurs deltas tout au long du cours de la rivière. Un de ces deltas, le delta de Laitaure, est l'icône du parc.
Sarek, ainsi que le reste de la Laponie qui l'entoure, sont souvent qualifiés de « plus grande zone encore vierge » d'Europe. En fait, le secteur du parc est habité depuis environ 7 000 ans par les Samis, peuple nomade du Nord de l'Europe. Ils vivaient initialement de la cueillette et de la chasse, en particulier au renne, mais, peu à peu, ils ont développé une culture basée sur l'élevage de cet animal associé à des déplacements de transhumance. La principale zone de pâture des rennes en été est cependant le parc de Padjelanta, Sarek n'étant essentiellement qu'un lieu de passage. Les Suédois, eux, ne commencèrent à s'aventurer dans ces montagnes qu'à la fin du XIXe siècle, principalement à des fins scientifiques. Le plus éminent, Axel Hamberg, plaida alors pour la protection de cette zone et fut soutenu par le célèbre explorateur polaire Adolf Erik Nordenskiöld, ce qui aboutit en 1909 à la création du parc national de Sarek et simultanément à celle de huit autres parcs nationaux, les premiers parcs nationaux de Suède et même d'Europe. Le parc et la région furent classés en 1996 patrimoine mondial de l'UNESCO, en partie pour sa nature préservée et pour une culture toujours présente.
La faune et la flore du parc ont conservé l'essentiel de leur diversité originale. En particulier, le parc constitue un refuge pour les grands mammifères carnivores suédois, pour la plupart menacés dans le pays. L'avifaune du parc présente aussi une grande richesse, en particulier autour des zones humides.
Le parc national de Sarek est considéré comme l'une des plus belles zones naturelles de Suède. Cependant, du fait de sa piètre accessibilité, ainsi que du peu d'infrastructures touristiques, il n'est visité que par environ deux mille personnes par an.

## Toponymie
Dans le parc national de Sarek, comme dans la plupart de la Laponie, un grand nombre de toponymes tiennent leur origine des langues sames, plus précisément le same de Lule. Ils ont souvent deux graphies distinctes, une graphie same, et une graphie suédoise qui en dérive et qui dominait initialement, mais est petit à petit remplacée par la graphie same dans les cartes. Par exemple, la principale rivière du parc est appelée Ráhpaädno en same, mais souvent orthographiée Rapaätno en suédois. Les suffixes de toponymes les plus courants dans le parc sont tjåhkkå signifiant « montagne », vágge « vallée », jåhkå  « petite rivière », láhko « plateau », ädno « rivière », jávvrre « lac ». Parfois, d'autres variantes sont également utilisées dans la région dont le finnois, par exemple järvi pour lac, Liermejávri est ainsi un petit lac touchant le parc voisin Stora Sjöfallet.
Le nom Sarek provient probablement soit d'un mot signifiant un mâle renne, soit un bois de renne pointu, soit du mot sarre voulant dire myrtille.

## Géographie

Carte des parcs nationaux de Sarek, Padjelanta et Stora Sjöfallet.

### Localisation et frontières
Le parc national de Sarek est situé dans la commune de Jokkmokk, à une cinquantaine de kilomètres de la frontière norvégienne, dans le comté de Norrbotten, à l'extrême nord de la Suède. Il est ainsi entièrement situé au nord du cercle Arctique.
Le parc couvre une superficie de 197 000 ha (1 970 km2), ce qui en fait le deuxième plus vaste de Suède. Il est bordé par les parcs nationaux de Padjelanta (à l'ouest) et de Stora Sjöfallet (au nord), pour une superficie cumulée d'environ 5 500 km2. Un grand nombre de réserves naturelles sont aussi situées à proximité immédiate.

### Relief

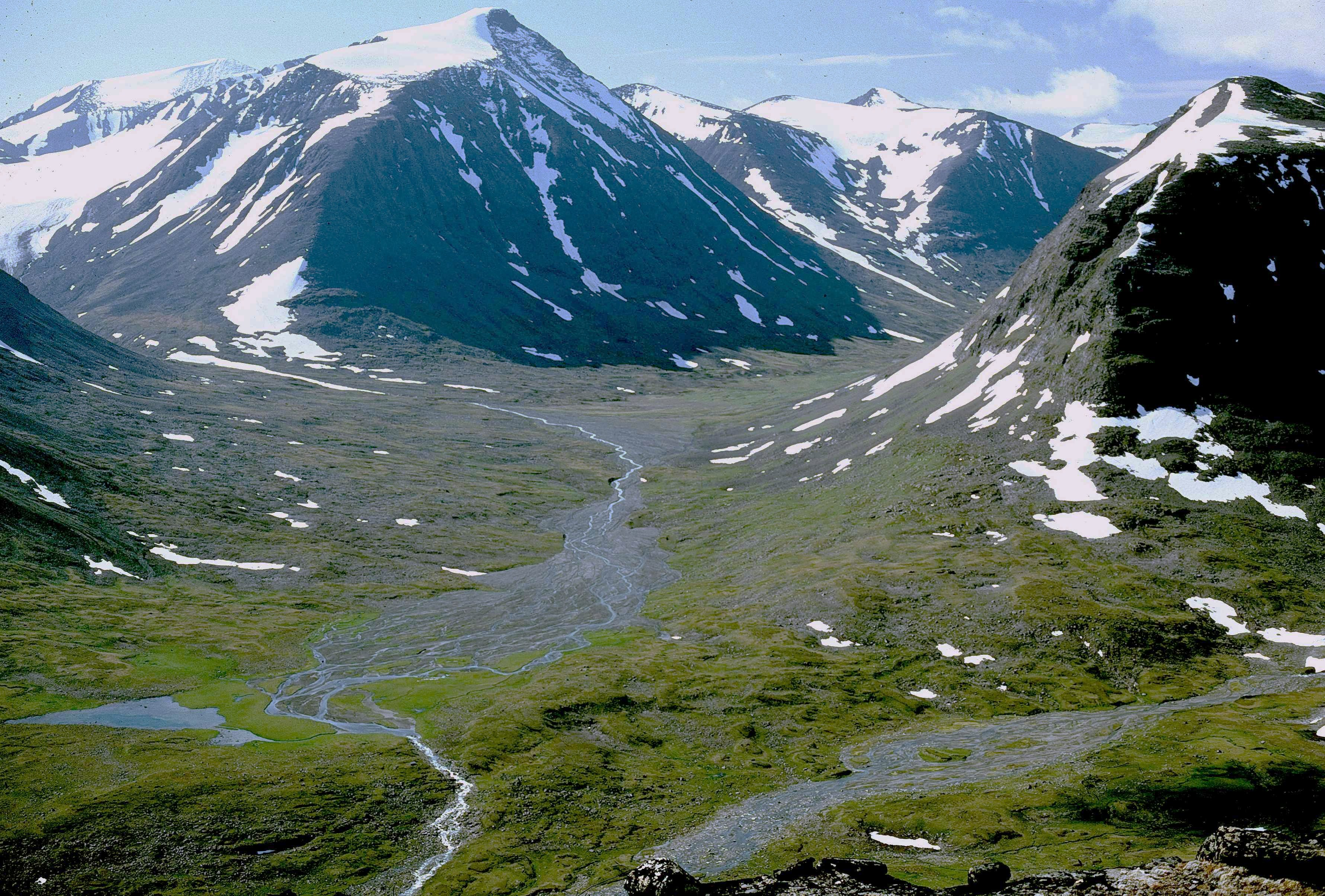
La vallée Álggavágge, dans le parc.

Le parc national de Sarek est la région la plus montagneuse de Suède et nulle part ailleurs dans le pays il n'est possible d'avoir une telle impression de paysage alpin. Dans le parc, 19 sommets de plus de 1 900 m sont présents, dont en particulier le deuxième plus haut sommet de Suède après le Kebnekaise : le Sarektjåhkkå culminant à une altitude de 2 089 m. L'altitude minimale dans le parc se trouve au sud-est, près du lac Rittak, avec 477 m.
Le parc est constitué de trois éléments de relief, parfois difficiles à distinguer les uns des autres : de larges vallées, des massifs montagneux et des hauts plateaux. La principale vallée du parc, qui est aussi la plus célèbre, est Rapadalen/Ráhpavágge. Cette vallée pénètre le parc sur plus de 40 km et compte plusieurs ramifications, les plus importantes étant Sarvesvágge, qui remonte jusqu'au parc de Padjelanta, Guohpervágge — s'écoulant sur près de 20 km — et Ruohtesvágge, entourée de nombreux glaciers, dont ceux du mont Sarektjåhkkå. Parmi les autres vallées notables n'appartenant pas au réseau de Rapadalen, Guhkesvágge forme la frontière nord-est du parc et Njoatsosvágge se situe près de la frontière sud. Le plus grand plateau est Ijvvárláhko, à l'est du massif de Pårte/Bårdde, avec une altitude allant de 660  à   850 m. À l'ouest du massif de Bårdde, le plateau Luohttoláhko, d'une superficie d'environ 45 km2, a une altitude supérieure, située entre 1 200  et   1 400 m. Enfin, entrecoupés par ces vallées et ces plateaux, se trouvent des massifs montagneux, avec souvent plusieurs sommets : les principaux massifs sont le Sarektjåhkkå (point culminant : Stortoppen, 2 089 m), le Bårdde (Bårddetjåhkkå, 2 005 m), le Bielloriehppe (Gådokgaskatjåhkkå, 1 978 m), l'Oalgásj (Áhkátjåhkkå, 1 974 m), l'Ähpár (1 914 m), le Skoarkki (1 842 m) et le Ruohtes (1 804 m).

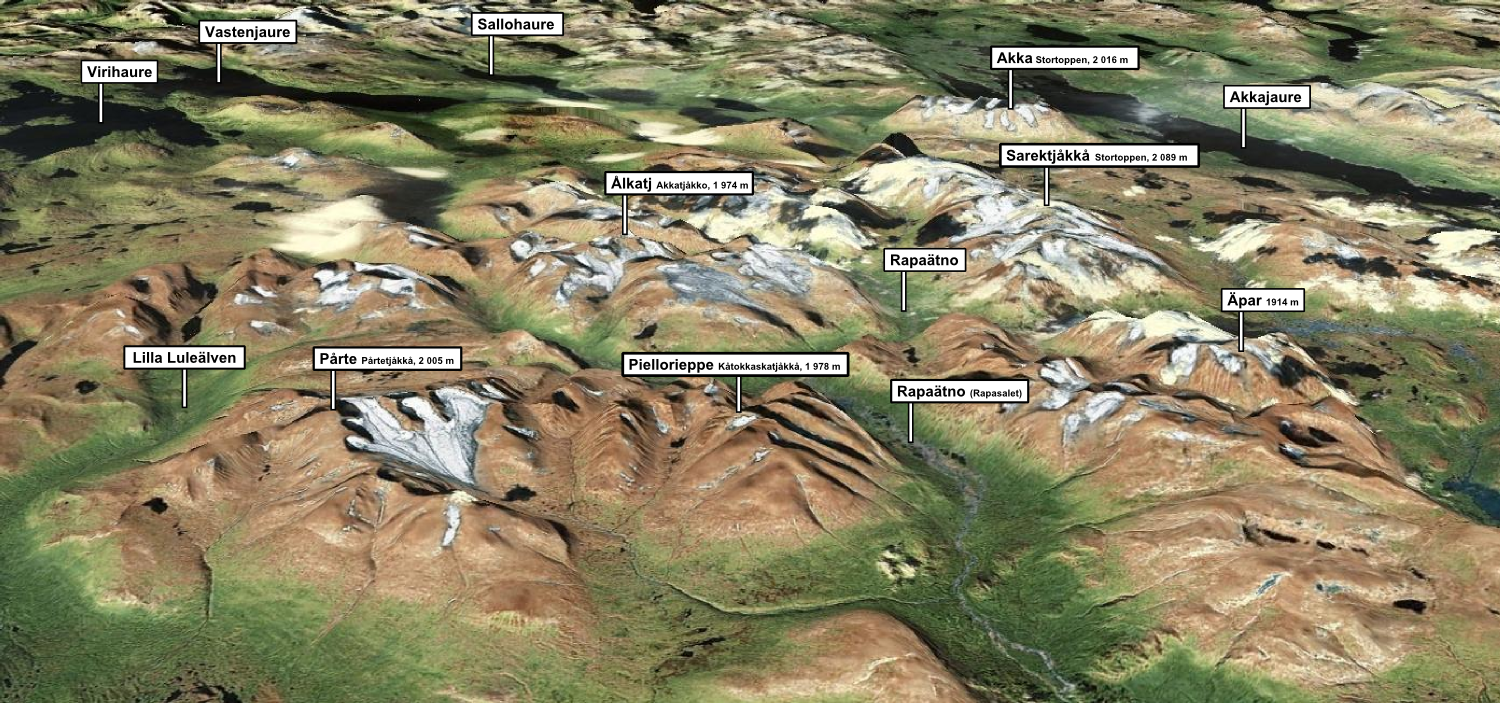
Vue en relief du parc depuis le sud-est, avec le Bårdde et ses glaciers au premier plan.

### Climat

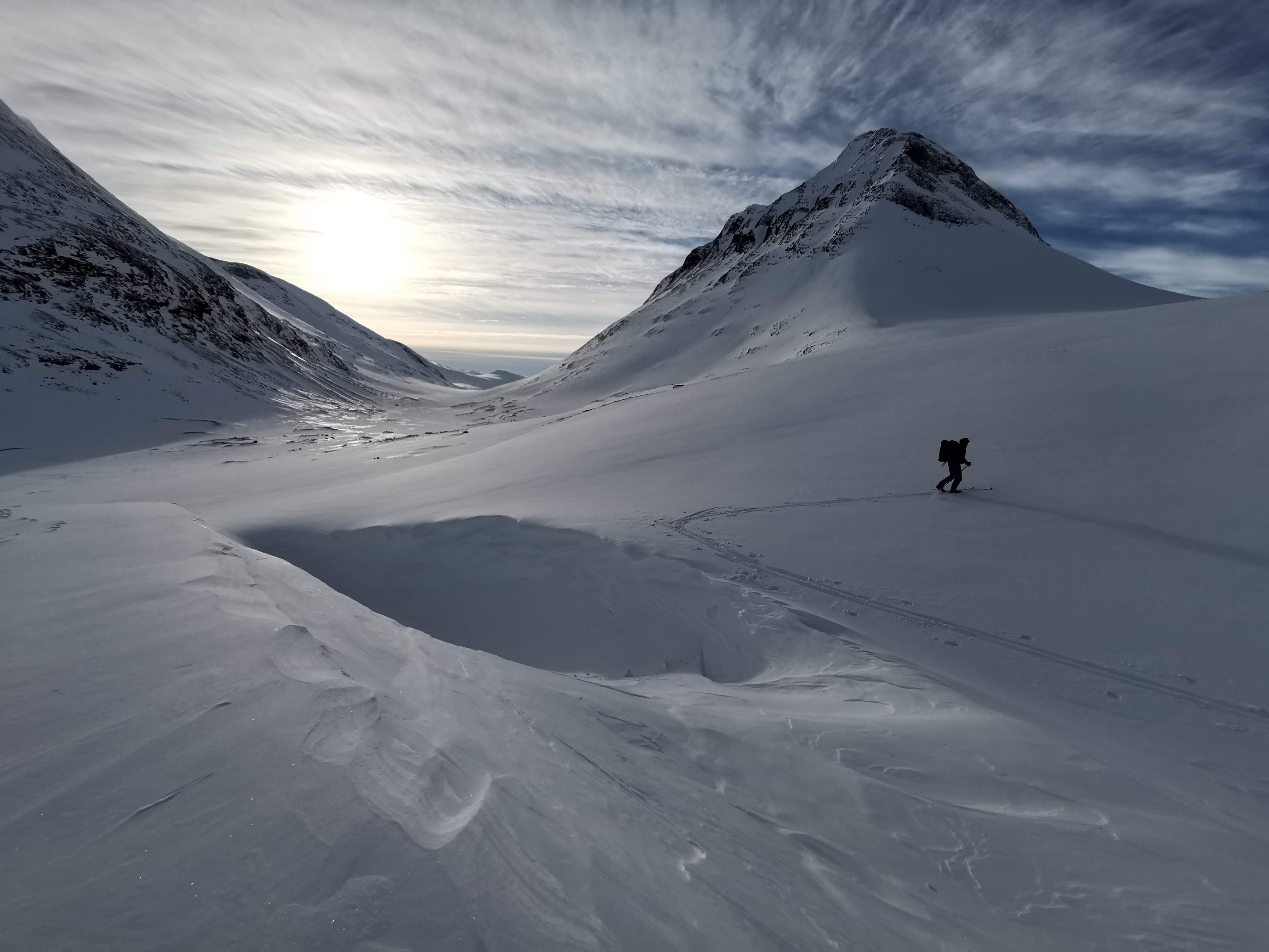
La vallée de Sarvesvágge en hiver

Le climat du parc est partagé entre l'influence océanique à l'ouest et l'influence continentale à l'est. La première est caractérisée par des températures douces et une importante humidité, alors que le climat continental est plus sec et présente des étés chauds et des hivers froids. Ceci se traduit dans le parc par de grandes variations de temps au cours de l'année, mais, aussi, selon l'endroit où l'on se trouve, le climat peut être inattendu et très instable. Le relief très découpé du parc amplifie ces caractéristiques. À titre indicatif, un relevé météorologique d'un point de Sarek est donné ci-dessous mais en raison du relief, les variations locales sont importantes. Par exemple, les précipitations au niveau de Sarek atteignent une moyenne annuelle supérieure à 2 000 mm, contre seulement 460 mm à Ritsem non loin de là dans le parc national de Stora Sjöfallet. Cette quantité de précipitation figure ainsi parmi les plus fortes de tout le pays.
L'altitude influence aussi grandement la température, la température moyenne en août à 1 830 m au niveau du mont Boarektjåhkkå étant de −1 °C, alors qu'elle est autour de 10 °C dans les vallées. Le gradient de température est d'environ 1 °C tous les 100 m d'altitude en pleine journée.
La neige commence en général à tomber dès le mois de septembre et la couverture neigeuse s'installe durablement à partir d'octobre-novembre. Elle persiste parfois jusqu'en juin, et, sur les sommets, des névés peuvent se maintenir durant tout l'été. En outre, du fait de sa position au nord du cercle Arctique, le parc connaît le soleil de minuit en été et la nuit polaire en hiver.
| Mois                                | jan.  | fév.  | mars  | avril | mai  | juin | jui.  | août  | sep. | oct. | nov.  | déc.  | année |
| ----------------------------------- | ----- | ----- | ----- | ----- | ---- | ---- | ----- | ----- | ---- | ---- | ----- | ----- | ----- |
| Température minimale moyenne (°C)   | −22,2 | −22,6 | −19,8 | −13,6 | −6,8 | −1,2 | 2,2   | 0,8   | −3,6 | −8,7 | −15,5 | −19,9 | −3    |
| Température moyenne (°C)            | −17,8 | −18,3 | −15,3 | −9,6  | −3,1 | 3,4  | 6,6   | 4,7   | −0,4 | −6,3 | −12,3 | −15,9 | −7    |
| Température maximale moyenne (°C)   | −13,5 | −14   | −10,8 | −5,7  | 0,7  | 7,9  | 11    | 8,6   | 2,8  | −3,9 | −9,2  | −11,9 | 4     |
| Précipitations (mm)                 | 87,8  | 57,7  | 64,7  | 49,3  | 56,4 | 86,1 | 115,6 | 112,5 | 85   | 73   | 81,2  | 84,4  | 954   |
| Nombre de jours avec précipitations | 26,1  | 23,4  | 20,5  | 16,9  | 14,8 | 17,6 | 20,2  | 20,2  | 21,4 | 20,9 | 24,6  | 26,2  | 253   |

| Diagramme climatique                                  |              |                |               |             |             |            |             |           |            |               |                |
| J                                                     | F            | M              | A             | M           | J           | J          | A           | S         | O          | N             | D              |
| −13,5−22,287,8                                        | −14−22,657,7 | −10,8−19,864,7 | −5,7−13,649,3 | 0,7−6,856,4 | 7,9−1,286,1 | 112,2115,6 | 8,60,8112,5 | 2,8−3,685 | −3,9−8,773 | −9,2−15,581,2 | −11,9−19,984,4 |
| Moyennes : • Temp. maxi et mini °C • Précipitation mm |              |                |               |             |             |            |             |           |            |               |                |

### Hydrographie

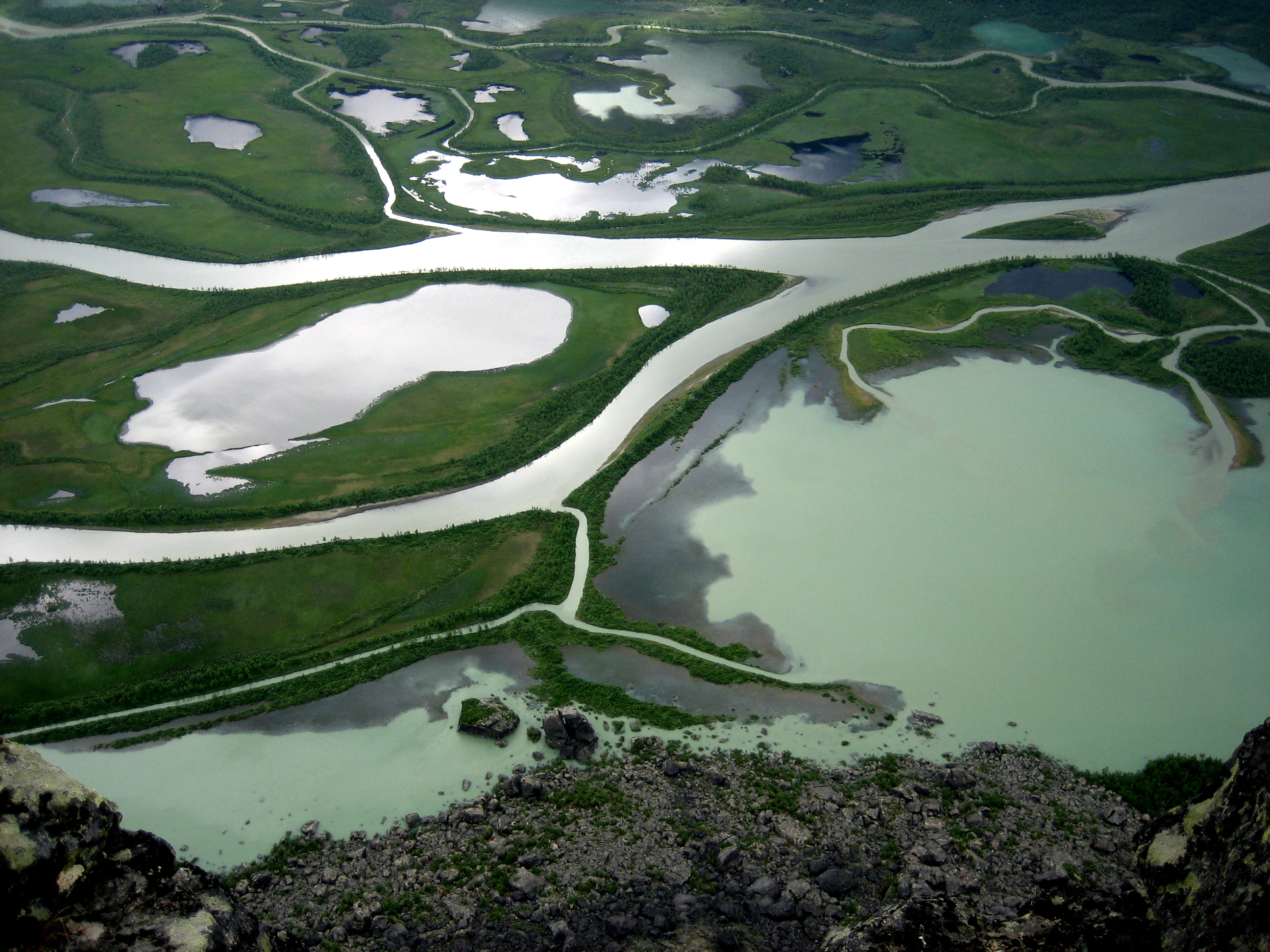
Le delta de Laitaure, vu depuis Skierffe.

La principale rivière du parc est la Ráhpaädno. Elle prend sa source dans les glaciers du massif de Sarektjåhkkå et parcourt ensuite la vallée de Rapadalen jusqu'au lac Laitaure/Lájtávvre, quittant ainsi le parc. Elle rejoint la rivière Lilla Luleälven qui finalement forme le fleuve Luleälven à sa confluence avec la Stora Luleälven. Cette rivière est alimentée par une trentaine de glaciers, ce qui contribue à un important débit : elle a le débit spécifique, c'est-à-dire le ratio entre le débit moyen et le bassin versant, le plus important de Suède. Le débit dépend fortement de la saison, étant en moyenne de 100 m3/s en juillet et autour de 4 m3/s en hiver, pour un débit moyen annuel d'environ 30 m3/s. La Ráhpaädno transporte aussi une très importante quantité de sédiments : en une journée d'été, elle peut charrier entre 5 000  et   10 000 tonnes de sédiments, cette quantité n'étant que de quelques tonnes en hiver, de sorte qu'en une année, le cumul atteint 180 000 tonnes. Ces sédiments expliquent la couleur gris-vert de la rivière, ainsi que la formation d'immenses deltas. Un important delta est ainsi formé à la confluence de la Ráhpaädno avec son principal affluent, la rivière Sarvesjåhkå.

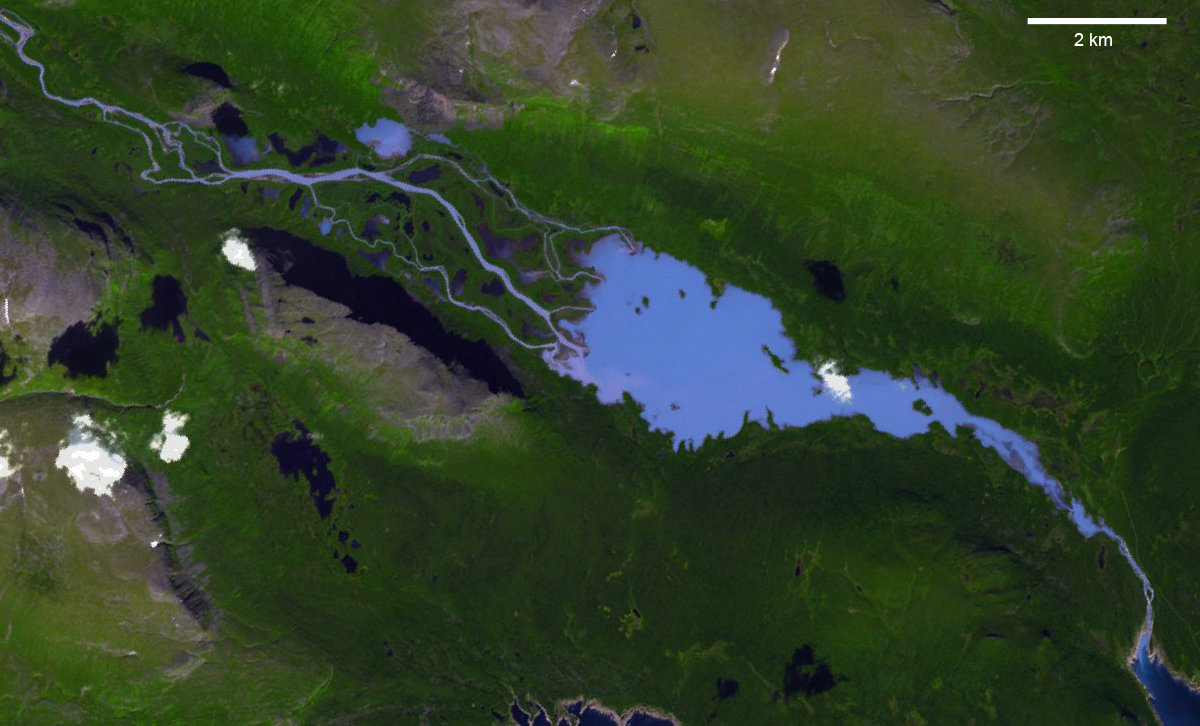
Le delta de Lájtávvre.

Juste après la confluence, le fleuve s'anastomose pendant près de 10 km, formant une zone dénommée Rapaselet. Enfin, le plus célèbre des deltas — véritable emblème du parc — est le delta du Lájtávvre (Laitauredeltat), que la rivière forme en se jetant dans le lac Lájtávvre. Les autres rivières importantes correspondent aux principales vallées citées précédemment, la plupart faisant partie du bassin versant de Lille Luleälven, mais les rivières du nord du parc se jettent dans le lac Akkajaure, dans le parc national de Stora Sjöfallet, et font ainsi partie du réseau hydrologique du Stora Luleälven.
Le parc comprend aussi plusieurs lacs, avec une eau souvent cristalline. Les principaux sont l'Álggajávrre (altitude 751 m), à la frontière du parc de Padjelanta, le Bierikjávrre (altitude 820 m), près du parc de Stora Sjöfallet. Certains lacs de plus petite envergure existaient auparavant dans les glaciers, la glace de certains glaciers faisant barrage aux ruisseaux formés par d'autres. Avec le recul des glaciers, la plupart de ces lacs ont disparu, mais leurs traces sont encore visibles.

## Géologie

### Formation

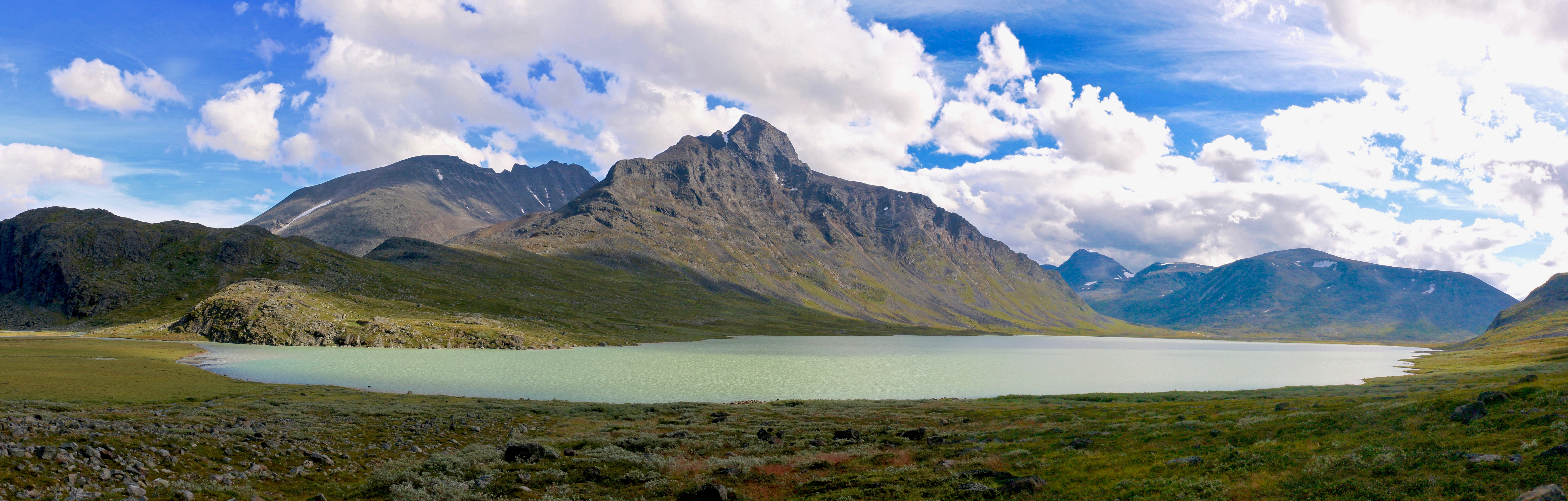
Le lac Bierikjávvre et la montagne Bierikbákte.

Le parc national de Sarek fait partie des Alpes scandinaves, une réminiscence de la chaîne calédonienne, qui est aussi à l'origine des montagnes de l'Écosse, de l'Irlande, du Groenland et du Svalbard. L'orogenèse calédonienne est liée à la collision des plaques Laurentia et Baltica entre 450  et   420 Ma, avec la disparition par subduction de l'océan Iapetus. La chaîne fut ensuite continuellement érodée jusqu'à former une pénéplaine. Il y a environ 60 Ma, un rift apparut au niveau de l'ancienne chaîne qui finalement aboutit à la formation de l'océan Atlantique.
À partir d'environ 60 Ma (Cénozoïque), la partie scandinave aussi bien que la partie nord-américaine subirent un important soulèvement tectonique. Les causes de celui-ci ne sont pas claires et plusieurs hypothèses ont été proposées. Une de ces hypothèses est l'influence du panache islandais, qui aurait soulevé la croûte. Une autre hypothèse est l'isostasie liée aux glaciations. Dans tous les cas, ce soulèvement permit de rehausser l'ancienne chaîne de plusieurs milliers de mètres.

### Érosion

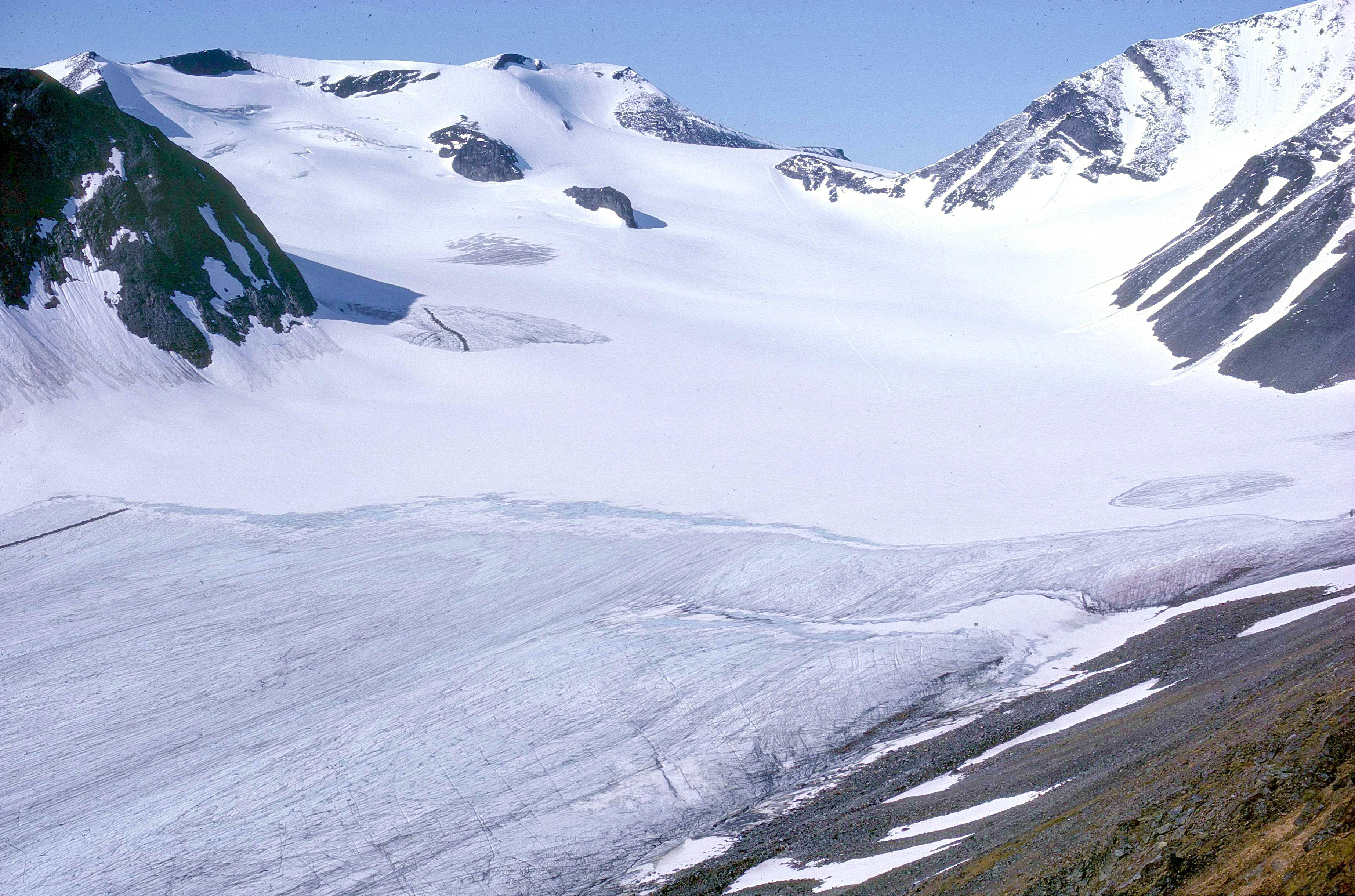
Le glacier Mikka, dans le massif de Sarektjåhkkå.

La chaîne ainsi rajeunie est alors sujette à une nouvelle période érosive glaciaire. Il y a 1,5 Ma, au début du Quaternaire, une série d'importantes glaciations touche la région. Des glaciers commencent à se développer et à envahir les vallées, puis, peu à peu, s'unifient pour former un inlandsis qui recouvre totalement la région. Plusieurs glaciations se succèdent ainsi, forgeant l'actuel paysage, avec des vallées en auge, des cirques glaciaires, des nunataks, etc.
L'impact géologique sur la chaîne soumise à l'érosion dépend fortement de la nature du terrain, ce qui explique la diversité des reliefs en son sein. Ainsi, si le relief de Sarek (comme celui de Kebnekaise) est bien plus prononcé que celui des autres zones, en particulier les deux parcs nationaux voisins, c'est en grande partie grâce à l'existence de dykes de diabase et diorite résistants à l'érosion. En effet, le parc se trouve dans un essaim de dykes qui datent de 608 Ma, ce qui correspond probablement au début de l'apparition du rift lors de la formation de l'océan Iapetus. Ces dykes représentent des intrusions dans la nappe de Sarektjåhkkå, une nappe de charriage composée de sédiments probablement déposés dans le bassin du rift.

### Glaciologie

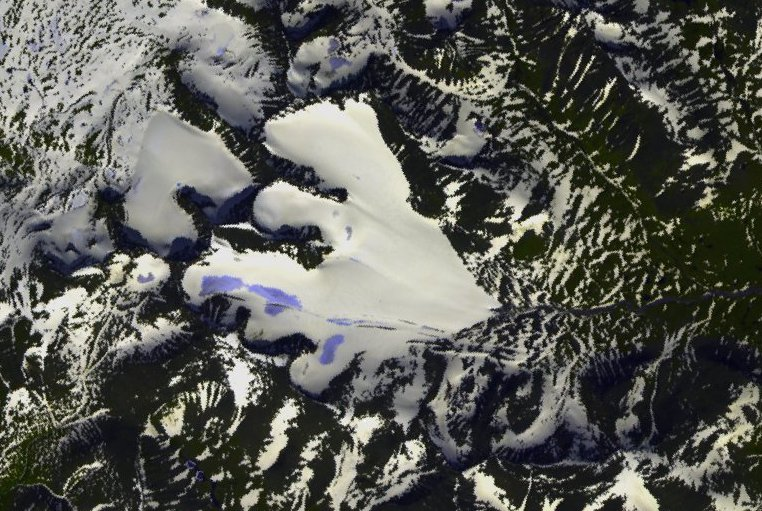
Le massif du Bårdde et ses glaciers caractéristiques.

Le parc comprend plus de 100 glaciers, constituant l'une des plus importantes concentrations du pays. Ces glaciers sont relativement petits : le plus grand, le Bårddejiegna, dans le massif de Bårdde, atteint seulement 11 km2. À titre de comparaison, le plus grand glacier de Suède, le Stuorrajiegŋa, à Sulitelma (au sud de Padjelanta), mesure 13 km2. L'évolution de ces glaciers peut être étudiée grâce aux travaux, menés à la fin du XIXe siècle, par Axel Hamberg sur le glacier de Mikka (8 km2). La plupart des glaciers subissent une évolution similaire : entre 1883 et 1895, ils ont généralement reculé, puis ont un peu avancé entre 1900 et 1916, avant d'entamer une nouvelle retraite. Leur taille s'est ensuite stabilisée voire accrue, ce qui est interprété comme une augmentation des précipitations hivernales liée au réchauffement climatique, compensant l'effet des températures estivales plus hautes. Le retrait des glaciers a cependant repris à un rythme particulièrement rapide au cours des années 2000.

## Milieu naturel
Le parc de Sarek est d'après la classification du WWF, situé dans l'écorégion terrestre des forêts de bouleaux et prairies d'altitude scandinaves, avec une petite partie dans la taïga scandinave et russe. Il n'est pas le site le plus riche du pays, ni même de la région, en ce qui concerne la faune et la flore. Ceci s'explique en particulier par le fait que le parc, excepté le sud et le sud-est, s'élève au-dessus de la limite de croissance des conifères, située vers 500 m d'altitude dans la région. De même, contrairement à une grande partie de la région, le parc de Sarek possède peu de vastes lacs et de marais. En tout, environ 380 espèces de plantes vasculaires se trouvent dans le parc, et 182 espèces de vertébrés, dont 24 mammifères, 142 oiseaux, 2 reptiles, 2 amphibiens et 12 poissons. Plusieurs  de ces espèces sont sur la liste rouge des espèces menacées en Suède, notamment les grands carnivores.
La végétation suit un étagement assez strict, fondé sur le climat, et impliquant également un étagement similaire de la faune, bien que souvent moins strict.

### Étage montagnard

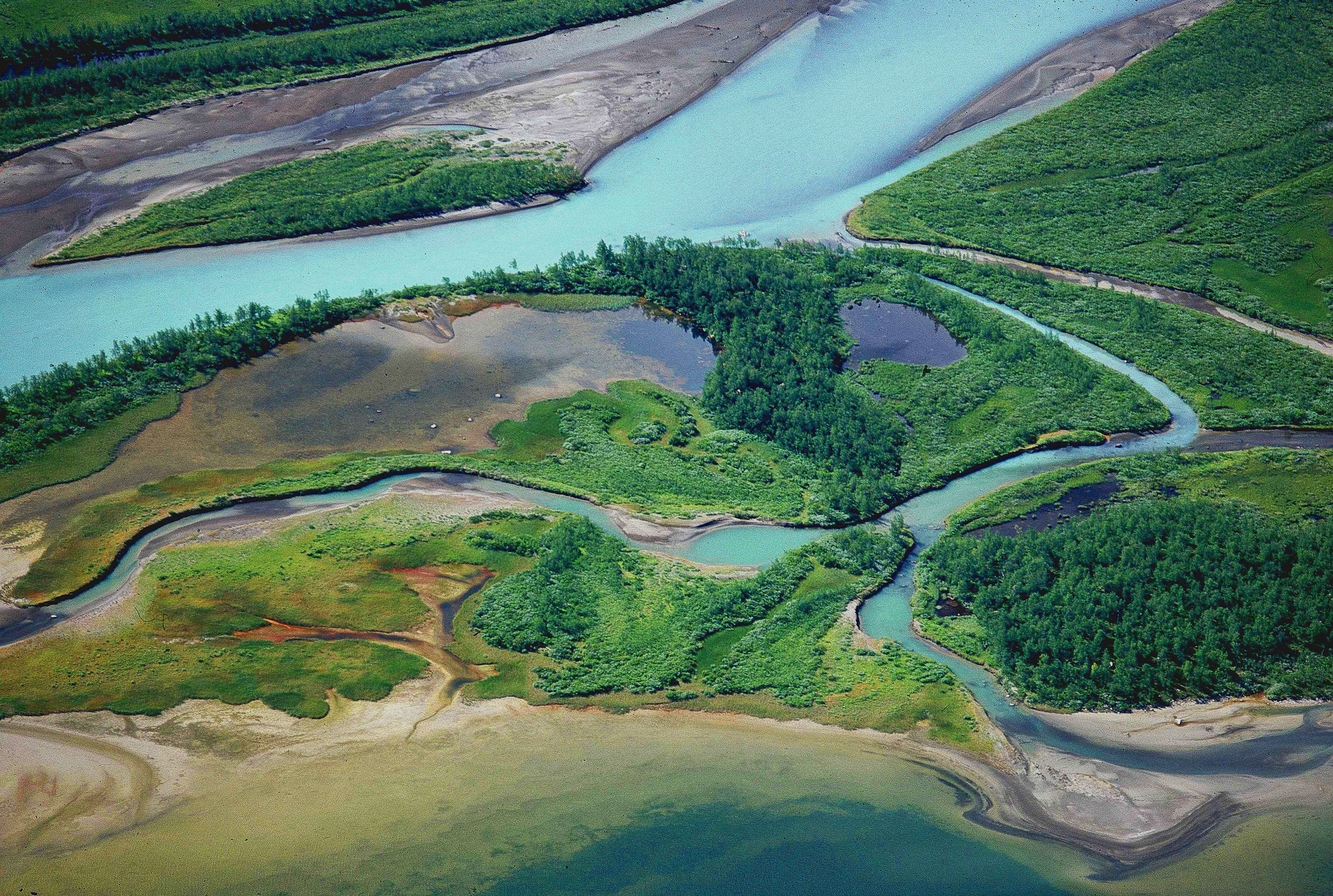
Forêts entre les branches du delta de Lájtávvre.

L'étage montagnard est relativement rare dans le parc, sa limite supérieure se situant à environ 500 m d'altitude sous ces latitudes septentrionales. La flore de cet étage est une forêt primaire constituée de conifères, principalement le pin sylvestre (Pinus sylvestris) ou l'épicéa commun (Picea abies). Les pins peuvent atteindre une très grande taille, ce qui est en particulier le cas autour du lac Rittak, au sud du parc. Les sous-bois sont principalement recouverts de mousses et de lichens, en particulier le lichen des rennes, avec également quelques myrtilles, de la camarine noire (Empetrum nigrum) et de l'airelle rouge (Vaccinium vitis-idaea).
Ces forêts sont l'habitat privilégié de nombreuses espèces animales. Parmi les grands carnivores, l'ours brun (Ursus arctos) est fréquent dans le parc comme dans le parc voisin de Stora Sjöfallet. L'ours s'aventure aussi fréquemment dans l'étage subalpin. Le lynx boréal (Lynx lynx), classé espèce vulnérable en Suède, est aussi courant autour des lacs Rittak et Lájtávvre, mais remonte aussi dans les forêts subalpines de la vallée de Rapadalen. Le renard roux (Vulpes vulpes) est relativement fréquent et étend peu à peu son territoire vers les étages supérieurs, entrant alors en concurrence avec le renard polaire (Vulpes lagopus). Pour les plus petits mammifères, la martre des pins (Martes martes), la belette (Mustela nivalis) et l'hermine (Mustela erminea) sont très fréquentes, mais l'hermine habite aussi facilement les étages supérieurs. Parmi les herbivores, l'élan (Alces alces) est présent en très grande quantité, les forêts et les zones humides lui offrant une grande quantité de nourriture. Il a souvent une taille particulièrement impressionnante dans le parc, avec ses énormes bois.
Parmi les oiseaux caractéristiques des forêts de pins, il est possible d'apercevoir un certain nombre de strigiformes, tels que la chouette de l'Oural (Strix uralensis), et des picidés, en particulier le pic tridactyle. La mésange lapone (Poecile cinctus) est aussi particulièrement fréquente, tout comme la grive litorne (Turdus pilaris), la grive musicienne (Turdus philomelos) et la grive mauvis (Turdus iliacus). Les reptiles et les amphibiens, dont le lézard vivipare (Zootoca vivipara), la vipère péliade (Vipera berus) et la grenouille rousse (Rana temporaria), sont aussi principalement représentés dans ces forêts. Les vipères de la région du Rittak atteignent fréquemment des tailles remarquables.

### Étage subalpin

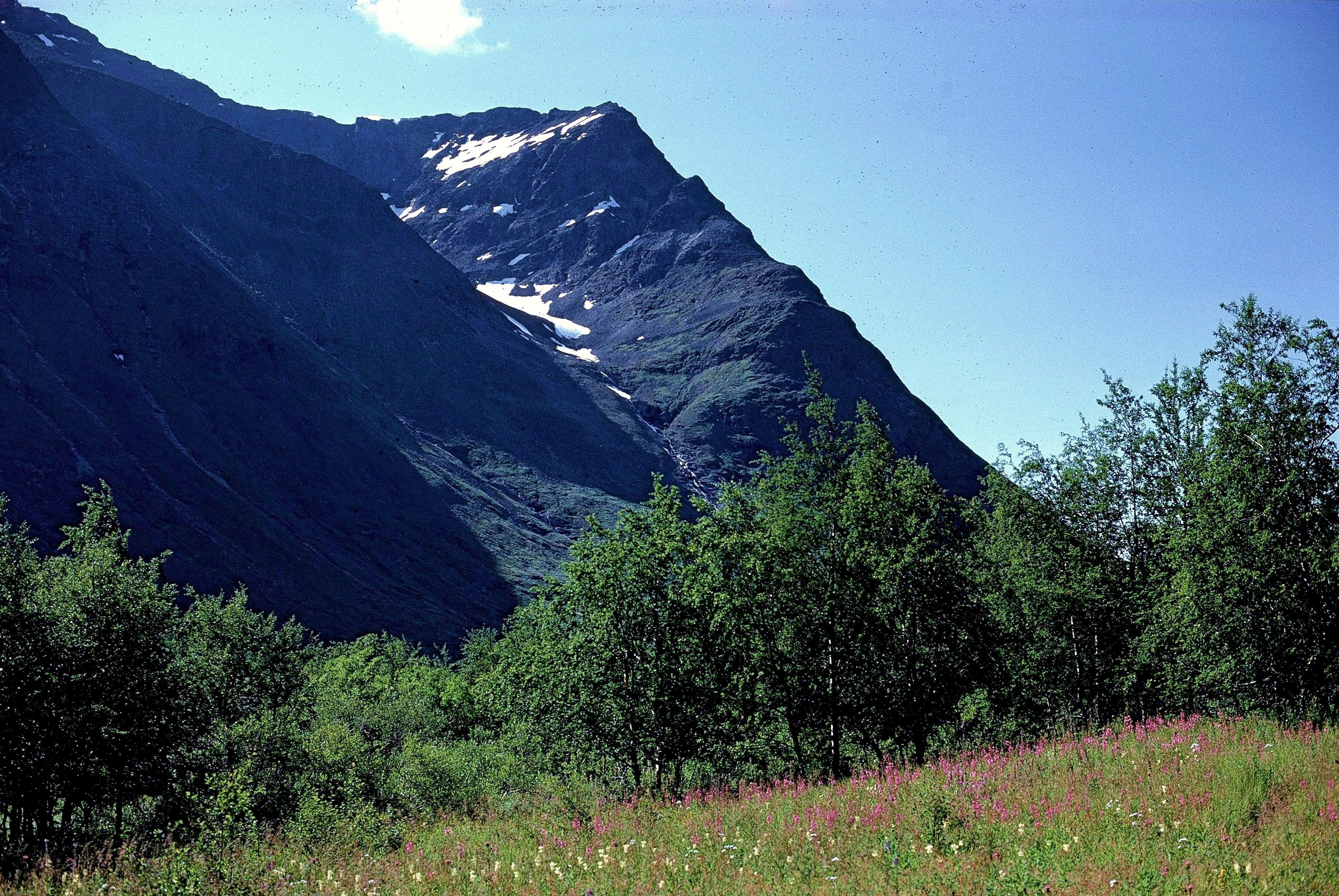
Prairie et forêt dans la vallée Rapadalen.

L'étage subalpin est principalement constitué d'une forêt primaire de bouleaux. Ces forêts sont exceptionnelles en densité et en richesse, grâce aux quantités de sédiments arrachés des montagnes et déposés par les cours d'eau. C'est en particulier le cas dans la vallée de Rapadalen. En général, la transition entre les forêts de conifères et de bouleau est plus ou moins continue, le bouleau étant souvent présent dans les forêts de conifères en une proportion qui augmente avec l'altitude jusqu'à la disparition totale des conifères. La taille des arbres diminue proportionnellement à l'altitude. La limite haute de ces forêts de bouleaux — et donc la limite des arbres — varie grandement dans le parc, allant de 600 m dans la vallée de Tjuolda à plus de 800 m dans la vallée Rapadalen.
Les forêts de bouleaux comprennent aussi d'autres espèces d'arbres, parmi lesquelles le sorbier des oiseleurs (Sorbus aucuparia), l'aulne blanc (Alnus incana), le tremble (Populus tremula) et le merisier à grappes (Prunus padus) sont relativement courants. La laitue des Alpes (Cicerbita alpina) est très répandue à cet étage et constitue une nourriture privilégiée pour les ours. L'angélique officinale (Angelica archangelica) est aussi présente et croît jusqu'à atteindre parfois deux ou trois mètres ; plusieurs autres plantes de cet étage atteignent des tailles relativement exceptionnelles.

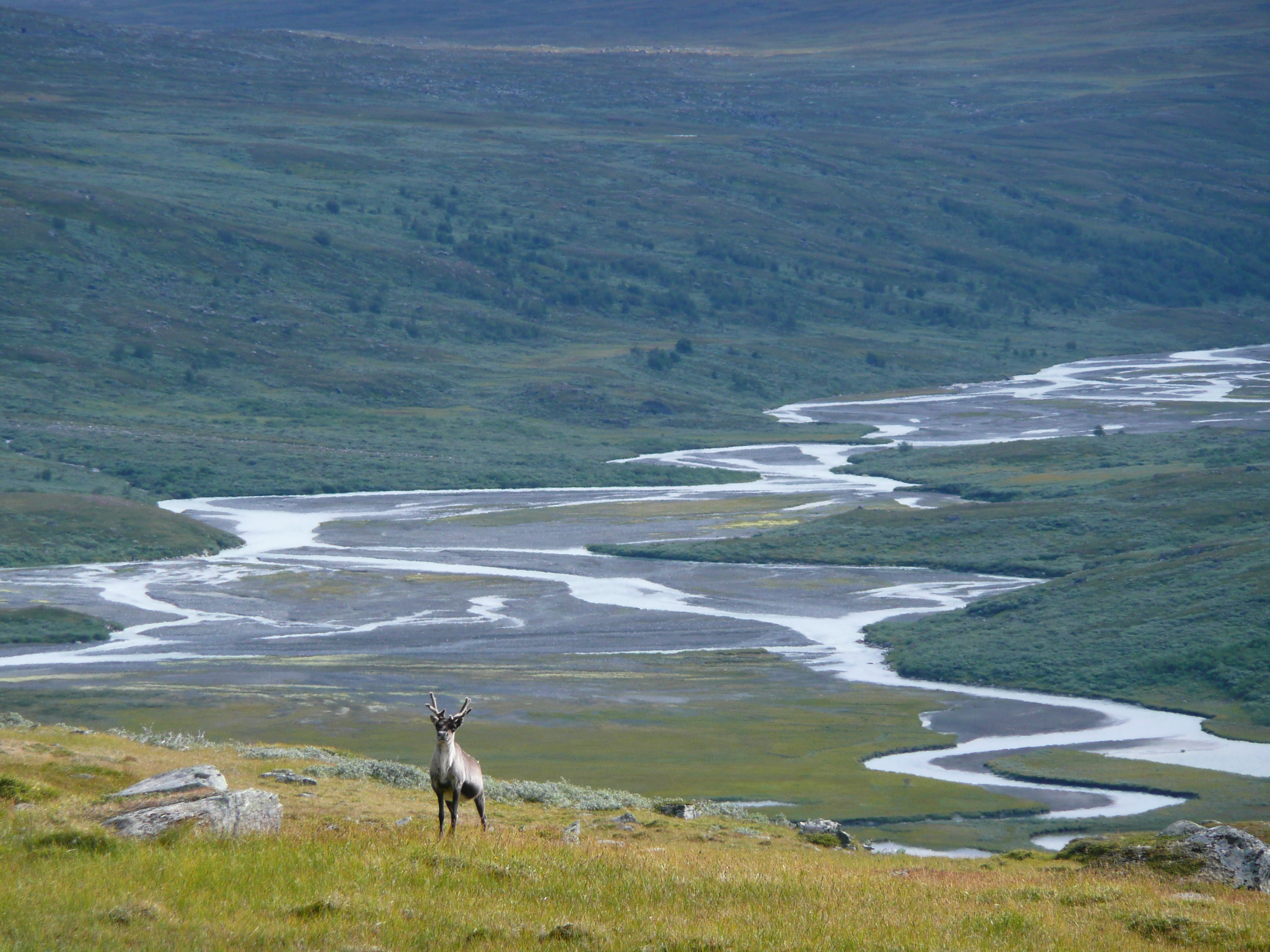
Un renne dans une vallée de Sarek.

La frontière entre les forêts de bouleaux et de conifères étant relativement floue, un grand nombre des espèces animales citées précédemment sont aussi présentes à l'étage subalpin. Quelques mammifères sont cependant plus fréquents ici que dans les forêts de conifères, avec en particulier plusieurs petits rongeurs tels que la musaraigne commune (Sorex araneus) ou le campagnol agreste (Microtus agrestis). Par ailleurs, les rennes (Rangifer tarandus), domestiqués par les Samis, sont présents à cet étage au printemps, puis ils montent en été à de plus hautes altitudes. Les ours bruns sont très courants dans les vallées de Tjuolda et Rapadalen. Cependant, la principale richesse de cet étage est la grande quantité et variété d'oiseaux. Le pouillot fitis (Phylloscopus trochilus), le sizerin flammé (Carduelis flammea), le pinson du Nord (Fringilla montifringilla), la bergeronnette printanière (Motacilla flava), le traquet motteux (Oenanthe oenanthe) et le gorgebleue à miroir (Luscinia svecica) font partie des espèces caractéristiques des forêts de bouleaux du parc. Le lagopède des saules (Lagopus lagopus) est également l'une des espèces communes de ces milieux. Dans ces forêts peuvent aussi être observés régulièrement des rapaces : le faucon émerillon (Falco columbarius) et la buse pattue (Buteo lagopus), bien qu'ils nichent le plus souvent dans les falaises. Le faucon gerfaut (Falco rusticolus) et l'aigle royal (Aquila chrysaetos), normalement présents à de plus basses altitudes, sont malgré tout présents dans le parc.

### Étage alpin

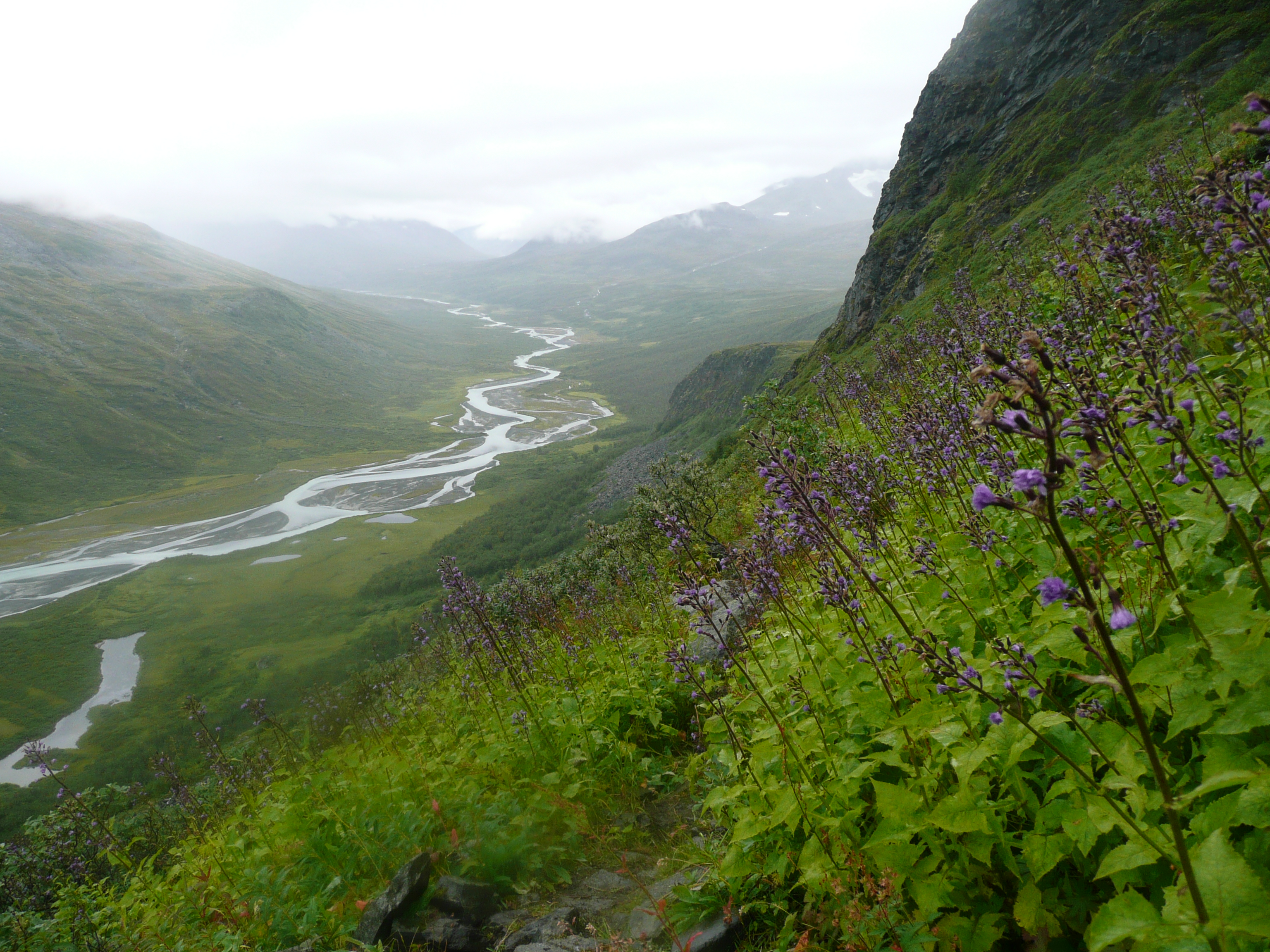
Prairie fleurie de laitue des Alpes sur les pentes du parc.

L'étage alpin est lui-même divisé en plusieurs sous-étages. Le premier d'entre eux est principalement constitué de landes, avec en particulier des arbrisseaux d'aulnes, des mousses, des lichens et fréquemment de denses tapis de camarine noire. On trouve aussi du lycopode des Alpes (Diphasiastrum alpinum) allié au busserole des Alpes (Arctostaphylos alpinus) et formant un tapis particulièrement coloré en automne. Localement, poussent du silène acaule (Silene acaulis) et Pedicularis lapponica, apportant de la couleur aux landes qui sont autrement monotones. Dans les sols calcaires, la végétation est plus riche, formant des prairies avec de la dryade à huit pétales (Dryas octopetala) comme espèce caractéristique, mais également de la saxifrage à feuilles opposées (Saxifraga oppositifolia), de la bartsie des Alpes (Bartsia alpina), du pied de chat alpin (Antennaria alpina) et de la véronique des Alpes (Veronica alpina). En montant en altitude, les saules nains (Salix herbacea) et différents lichens deviennent prédominants, formant ainsi un deuxième sous-étage. Progressivement, les plantes se font de plus en plus rares, et, au-dessus de 1 500 m, seules 18 plantes sont encore présentes.
Trois mammifères rares sont présents à cet étage. Le glouton (Gulo gulo) dispose un vaste territoire, s'étendant jusqu'aux forêts de conifères en hiver, mais son principal territoire est l'étage alpin. Il se nourrit avant tout de charognes, mais peut chasser aussi les petits rongeurs, les oiseaux et les insectes. Il s'agit d'une espèce menacée en Suède, avec une estimation de 360 individus présents dans le pays en 2000. Le renard polaire, espèce en danger de disparition en Suède avec 50 individus dans tout le pays, creuse des réseaux extensifs de terriers au-dessus de la limite des arbres, plusieurs familles pouvant habiter un même terrier. Enfin, le parc est l'un des derniers refuges du loup (Canis lupus), espèce classée en danger de disparition en Suède. En 1974-1975, un seul loup fut trouvé dans l'ensemble du pays, précisément dans le parc. Depuis, leur nombre a progressé, mais ils n'ont toujours pas retrouvé une population fixe dans le parc. En dehors de ces trois mammifères, la présence du lemming des toundras de Norvège (Lemmus lemmus) est attestée. Sa population est extrêmement variable en nombre, avec certaines années de massifs pics de population, suivis immédiatement par un déclin très rapide. Ce phénomène n'est pas tout à fait compris ; il semble que des conditions climatiques favorables et donc un surplus de nourriture soient responsables de la rapide croissance des populations, mais la raison de leur subit déclin n'est pas claire, bien que des maladies contagieuses semblent jouer un rôle. Ces cycles influencent aussi les animaux qui chassent le lemming.
Beaucoup d'oiseaux de ces altitudes sont associés aux zones humides, mais en dehors de ceux-ci, sont également retrouvés le lagopède alpin (Lagopus muta), le harfang des neiges (Bubo scandiacus), l'alouette hausse-col (Eremophila alpestris), le pipit farlouse (Anthus pratensis), le bruant des neiges (Plectrophenax nivalis) et le bruant lapon (Calcarius lapponicus).

### Zones humides

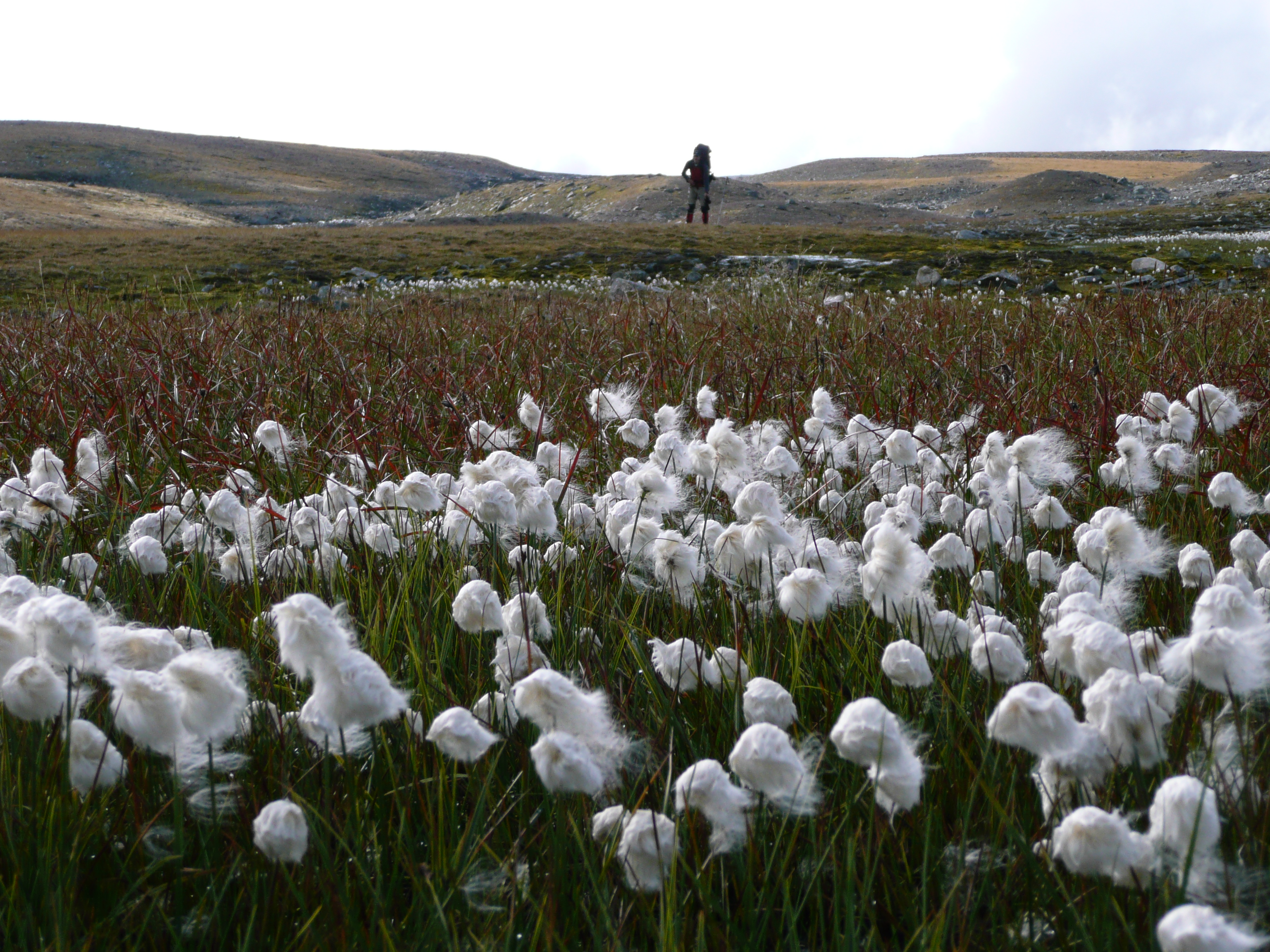
Linaigrettes dans le parc national.

Si le parc ne présente pas les vastes marais ou lacs qui caractérisent le reste de la région, l'eau n'en demeure pas moins un élément omniprésent. Ces zones humides peuvent présenter une grande richesse et diversité en faune et flore. L'étagement de la végétation reste également valable dans ces zones humides. Ainsi, à l'étage montagnard, les sols humides sont couverts de fleurs telles que le lédon des marais (Rhododendron tomentosum), des linaigrettes, Ranunculus lapponicus, la renoncule tête d'or (Ranunculus auricomus), la pyrole à une fleur (Moneses uniflora), la brunelle commune (Prunella vulgaris) et le gaillet des marais (Galium palustre). À l'étage subalpin, les prairies humides sont composées principalement par des tapis de trolle d'Europe (Trollius europaeus), de populage des marais (Caltha palustris) et de la pensée à deux fleurs (Viola biflora). Enfin, à l'étage alpin, elles sont complétées par Pedicularis sceptrum-carolinum, mais la richesse de ce milieu diminue avec l'altitude.
Les zones humides du parc sont avant tout réputées pour leur grande diversité d'oiseaux. Ainsi, la grue cendrée (Grus grus), le chevalier sylvain (Tringa glareola) et le hibou des marais (Asio flammeus) s'observent aux plus faibles altitudes, tandis que la sarcelle d'hiver (Anas crecca), le canard siffleur (Anas penelope), le fuligule milouinan (Aythya marila), le harle huppé (Mergus serrator), le phragmite des joncs (Acrocephalus schoenobaenus) et le bruant des roseaux (Emberiza schoeniclus) sont fréquents dans le delta de Lájtávvre et le lac de Boarekjávrre. À une plus haute altitude encore, le lac Várdojávrre est lui aussi riche en oiseaux, avec de nombreux canards, ainsi que le pluvier doré (Pluvialis apricaria), caractéristique de l'étage alpin, et ce, même en dehors des zones humides. Le lac de låvdajávrásj, à la frontière avec Padjelanta, est intéressant d'un point de vue ornithologique. Ainsi, quelques espèces rares y sont présentes, telles que l'oie naine (Anser erythropus), la bécassine double (Gallinago media) et le pipit à gorge rousse (Anthus cervinus), ainsi que l'harelde kakawi (Clangula hyemalis) et la barge rousse (Limosa lapponica). Enfin, le plateau de Luohttoláhko est aussi digne d'intérêt, avec en particulier une concentration de bécasseau violet (Calidris maritima) supérieure à n'importe où ailleurs en Suède.
Dans les cours d'eau du parc, l'omble chevalier (Salvelinus alpinus), la truite (Salmo trutta) et le vairon (Phoxinus phoxinus) ont été observés,.

## Histoire

### Les Samis

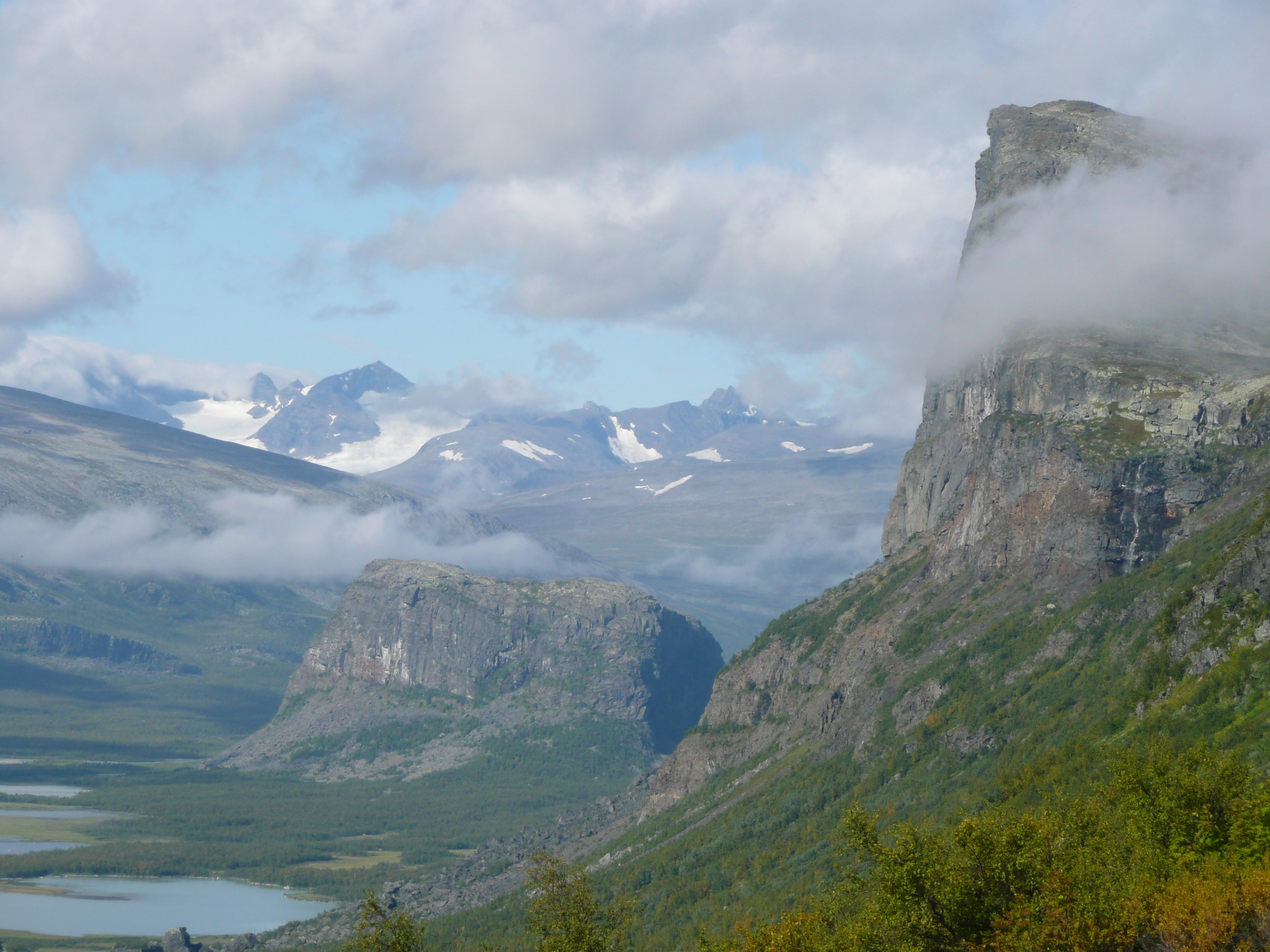
La montagne Skierffe (à droite) est un site sacré chez les Samis

Les premiers habitants de la région arrivèrent au moment du retrait de l'inlandsis il y a 8 000 ans. Il s'agissait probablement des ancêtres des Samis, peuple nomade habitant le Nord de la Scandinavie. Ils vivaient initialement de la cueillette et de la chasse — en particulier des rennes. Pour ce peuple, les montagnes revêtaient souvent une connotation religieuse et plusieurs constituaient ainsi des Sieidi, c'est-à-dire des lieux de culte. Des sacrifices d'objets (par exemple des bois de rennes) étaient souvent réalisés en ces lieux. Un des Sieidis les plus importants en Suède se situe au pied de la montagne de Skierffe (1 179 m), à l'entrée de la vallée de Rapadalen. Des Samis de toute la région convergeaient vers ce point pour les cérémonies. Le massif d'Ähpár, lui, était considéré comme la maison des démons et la légende rapporte dans le massif « la présence du fantôme d'un enfant illégitime ».
Malgré leur mode de vie de chasseurs-cueilleurs, les Samis conservaient quelques rennes domestiques avec eux, qu'ils utilisaient pour le transport et la production de lait, entre autres. Mais, à partir du XVIIe siècle, le nombre de rennes domestiqués augmenta et les Samis commencèrent à organiser leurs déplacements en fonction des besoins de pâture des rennes. Peu à peu, la chasse au renne sauvage fut ainsi remplacée par l'élevage. Dans les montagnes, les Samis développèrent alors peu à peu un schéma de transhumance. Ils passaient en effet l'hiver dans les plaines à l'est du parc et se déplaçaient vers les montagnes en été, principalement Padjelanta. Sarek était alors principalement un lieu de passage, même si certaines prairies (Skárjá et Bielajávrátja en particulier) étaient utilisées pour la pâture. Quelques huttes (kåta) furent construites dans le parc et utilisées lors de ces grands déplacements — qui pouvaient durer plusieurs semaines. Peu à peu, ils laissèrent paître naturellement les rennes, les Samis ne suivant plus les troupeaux de la même façon.

### Sarek et les Suédois

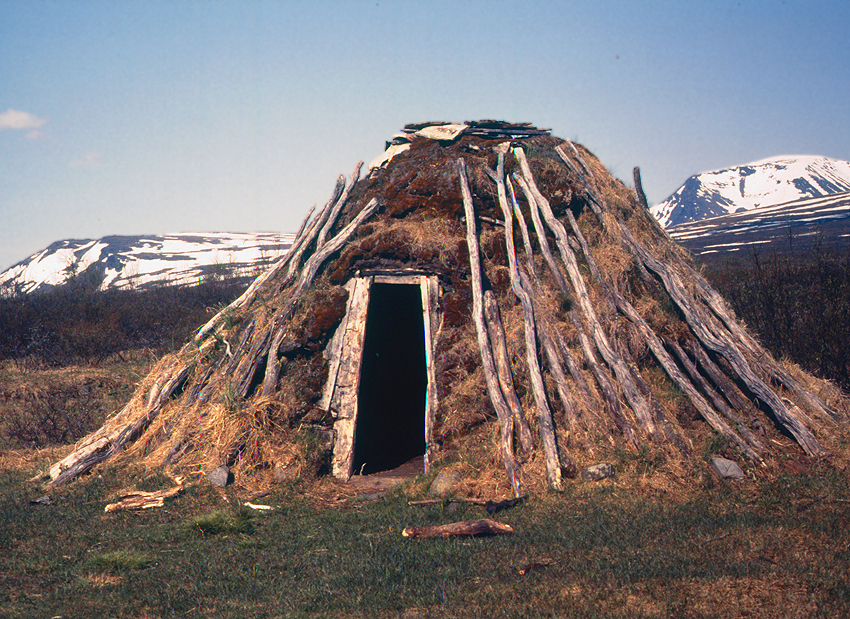
Habitation samie près de Boarek.

Lorsque le territoire sami fut intégré à la couronne suédoise, les Samis durent payer des taxes au même titre que les autres Suédois. Au XVIIe siècle, les Samis furent évangélisés par ces derniers, qui construisirent des églises et des marchés, le plus souvent aux endroits où les Samis avaient l'habitude de passer l'hiver.
Pour les Suédois, les montagnes avaient un aspect effrayant et dangereux, et ils n'osaient donc pas s'y aventurer. Ainsi, lorsque les premiers gisements métallifères furent découverts dans la région, les Suédois tentèrent de convaincre des Samis de prospecter dans les montagnes pour trouver de nouveaux gisements, en particulier d'argent. Mais, de manière générale, les Samis n'osaient pas dévoiler ces informations par craintes des critiques des autres Samis. En effet, une telle découverte impliquait que les Samis allaient sans doute par la suite être enrôlés de force dans l'exploitation de la mine et dans le transport du minerai. Le gisement d'Alkavare/Álggavárre, dans le parc de Sarek, constitue une exception et fut dévoilé par un Sami très pauvre, qui fut ensuite très mal vu par son clan. Quoi qu'il en soit, l'exploitation de la mine commença en 1672, mais elle ne s'avéra pas rentable et fut donc abandonnée en 1702. Cette mine fut parfois reprise sans succès par quelques individus. Les ruines de deux bâtiments, ainsi qu'une petite chapelle, sont encore visibles à proximité.

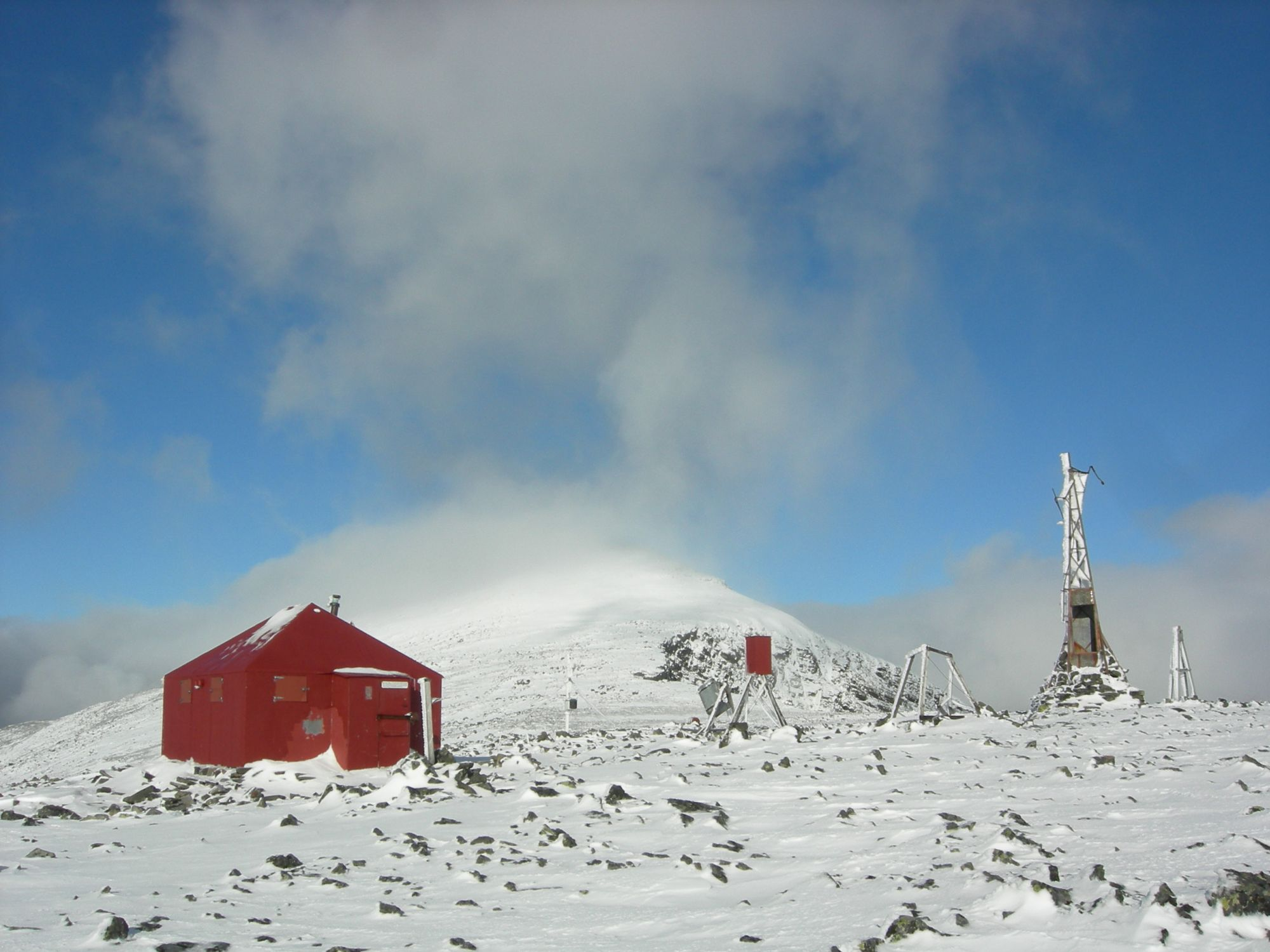
La station d'Axel Hamberg près du sommet de Pårtetjåkkå

Le premier Suédois à réellement explorer ces montagnes fut Carl von Linné lors de son expédition lapone en 1732. Il fallut attendre encore les années 1870 pour que Gustaf Wilhelm Bucht établisse la cartographie de la région. Peu de temps après, le Français Charles Rabot fut le premier à gravir le sommet Sarektjåhkkå, en 1881. Les années 1890 marquèrent le début des expéditions scientifiques systématiques. En particulier, à partir de 1895, Axel Hamberg, qui avait participé à l'expédition vers le Groenland avec Adolf Erik Nordenskiöld, commença son étude de la région. Il étudia le parc, et en particulier ses glaciers, jusqu'à sa mort en 1931. Il réalisa notamment une carte de bien meilleure qualité et fit construire cinq cabanes dans le parc pour faciliter ses études. Les travaux d'Axel Hamberg furent particulièrement importants pour la reconnaissance du parc auprès d'un large public.

### Protection
La création, en 1872, du premier parc national au monde à Yellowstone suscita un élan universel de protection de la nature. En Suède, l'explorateur polaire Adolf Erik Nordenskiöld fut le premier à proposer la mise en application de ce nouveau concept pour protéger la nature suédoise. Axel Hamberg, Adolf Erik Nordenskiöld et d'autres plaidèrent ensemble pour la création des premiers parcs nationaux du pays et en particulier de Sarek. Ils convainquirent le botaniste suédois Karl Starbäck de l'université d'Uppsala d'aborder la question au parlement, duquel il était membre. En mai 1909, la proposition fut acceptée, et les neuf premiers parcs nationaux, non seulement de Suède mais aussi d'Europe, furent créés. Ceux-ci incluaient Sarek et, entre autres, son voisin Stora Sjöfallet. Le motif officiel pour la création du parc est de « préserver un paysage de haute montagne dans son état naturel ».
Au milieu du XXe siècle, avec les développements massifs de l'hydroélectricité en Suède (cf. énergie en Suède), les grands fleuves du Nord du pays furent parsemés de barrages. Ces barrages atteignirent même les parcs nationaux ; le parc national de Stora Sjöfallet en particulier fut amputé d'une grande partie de sa superficie avec la création d'un barrage en 1919. Mais en 1961 fut signé un accord appelé la « paix de Sarek » (freden i Sarek), qui empêchait les développements hydroélectriques dans le parc de Sarek, ainsi que sur certaines rivières, appelées rivières nationales. Ceci entraîna aussi en 1962 la création du parc national de Padjelanta et l'extension du parc de Sarek avec une zone au sud de Boarek.

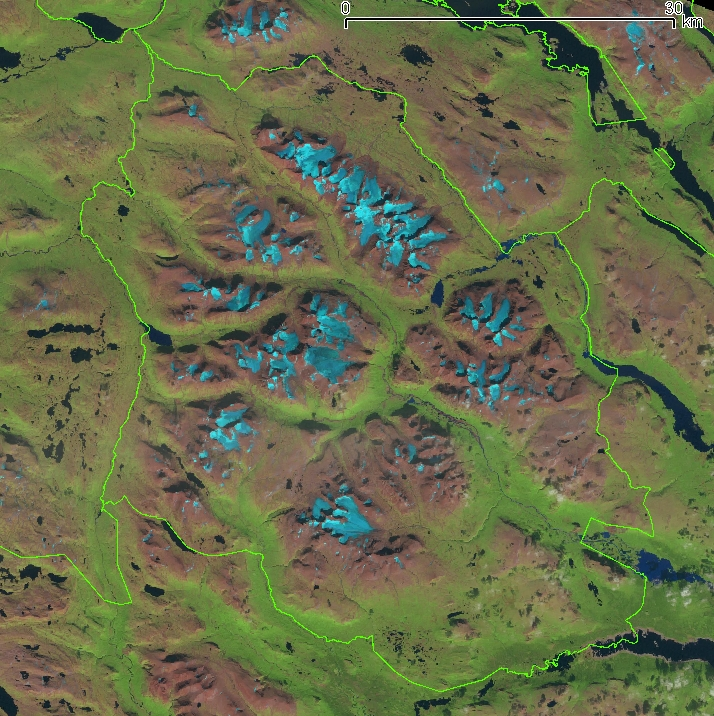
Les limites du parc.

En 1982, l'Union internationale pour la conservation de la nature (UICN) mentionna une vaste zone comprenant le parc national de Sarek dans sa liste indicative des sites naturels dignes d'être classés patrimoine mondial de l'UNESCO. La Suède proposa alors une partie de cette zone, la réserve naturelle de Sjaunja, pour l'inscription sur la liste du patrimoine mondial, mais l'UICN conseilla en 1990 une extension du site proposé. En 1996, le parc de Sarek, ainsi que les aires voisines de Padjelanta, Stora Sjöfallet, la réserve naturelle de Sjaunja, la réserve naturelle de Stubba, le parc national de Muddus et trois petites zones adjacentes, pour un total de 9 400 km2, furent classés au patrimoine mondial par l'intermédiaire du site mixte (culturel et naturel) dénommé « région de Laponie ». Le parc fait aussi partie du réseau Natura 2000. L'inscription au patrimoine mondial permit au parc d'avoir son premier plan de gestion, qui est désormais rédigé en général au moment même de la création d'un parc (ce n'était pas le cas à l'époque de la création de Sarek). Ce plan de gestion fut élaboré en concertation avec les Samis, qui n'avaient pas été consultés lors de la création du parc. Ce processus fut récompensé par le WWF.
Dans le plan directeur du Naturvårdsverket de 2007 pour les parcs nationaux, il est prévu que le parc de Sarek soit agrandi pour inclure la partie manquante du delta du Lájtávvre, ainsi que la vallée de Tjuoldavágge, au sud du parc. Cette extension avait déjà été proposée dans le plan directeur de 1989, mais la situation a changé avec l'inscription au patrimoine mondial de l'UNESCO, l'extension proposée faisant partie du bien « région de Laponie ».

## Gestion et réglementation

### Cas général
Depuis le 1er janvier 2013, la gestion et l'administration du parc (et de l'ensemble du site région de Laponie) est entre les mains de l'organisation Laponiatjuottjudus (littéralement gestion de Laponie en same de Lule), regroupant les villages samis occupant le site (Baste čearru, Sirges, Tuorpon, Unna tjerusj, Jåhkågaska tjiellde, Luokta Mávas, Slakka, Udtja et les Samis des forêts de Gällivare), les communes de Jokkmokk et Gällivare, le comté de Norrbotten et Naturvårdsverket.
Les règles du parc sont relativement strictes, afin de préserver le parc dans l'état quasi-vierge qui le caractérise. Ainsi, la pêche, la chasse, la cueillette ou toute autre activité pouvant nuire à la nature sont interdites, à l'exception de la cueillette de baies et de champignons comestibles. De même, tout véhicule motorisé est interdit dans le parc.

### L'exception samie

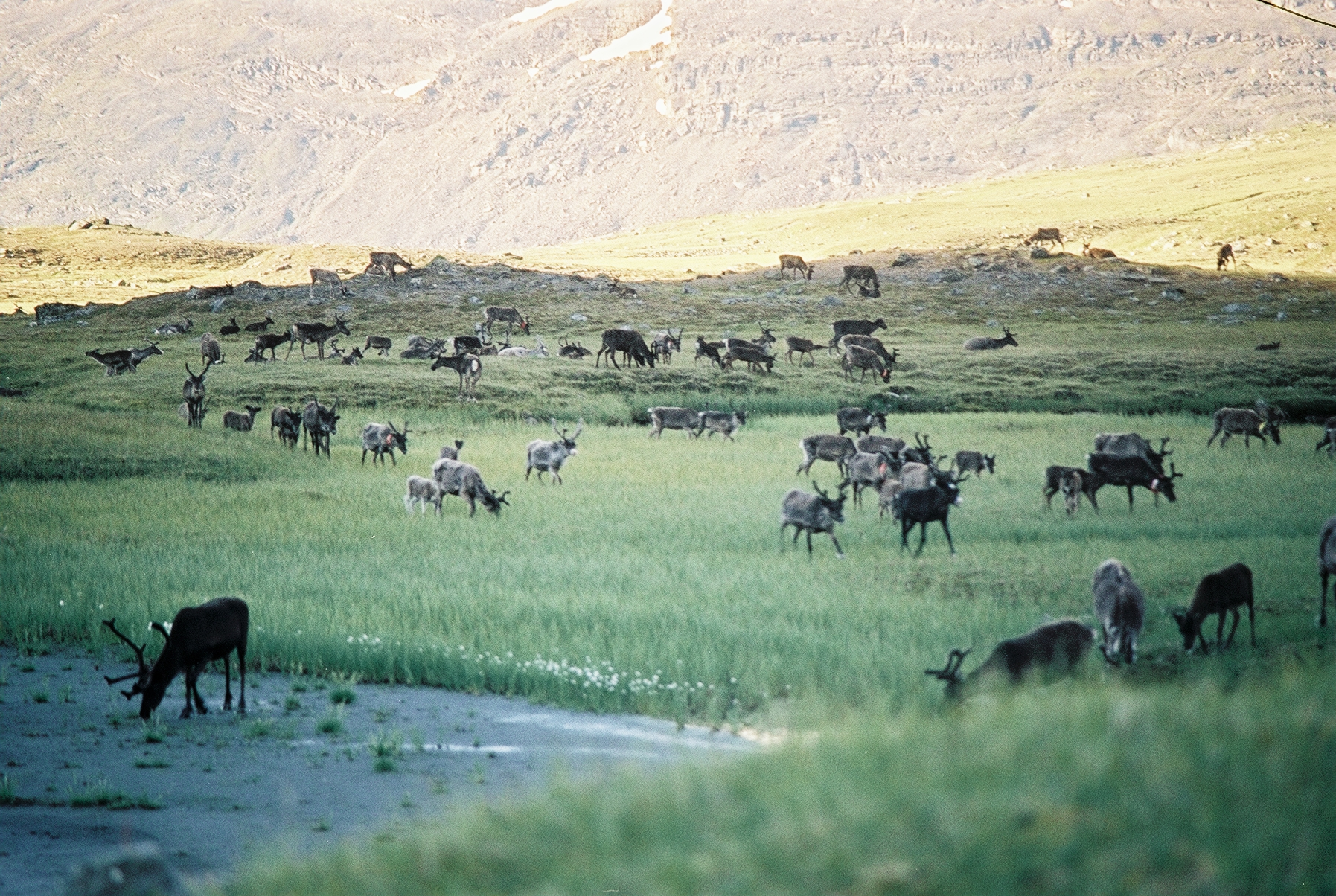
Troupeau de rennes en pâture dans le parc.

Les Samis bénéficient de plusieurs dérogations aux règles sus-citées. En effet, depuis 1977, le peuple sami est reconnu par la Suède comme peuple autochtone et minorité nationale, ce qui implique que le peuple et son mode de vie sont protégés par la loi. Ainsi, les Samis ont le droit de pratiquer l'élevage de rennes dans le parc. Aussi, le parc étant situé sur le territoire des villages samis de Sirkas, Jåhkågaskka et Tuorpons, les Samis rattachés administrativement à ces villages ont le droit de faire pâturer leur rennes dans le parc. Dans le cadre de ces activités, les Samis ont le droit d'utiliser des véhicules motorisés (tels que la motoneige ou l'hélicoptère).
Ces droits particuliers ne sont pas sans créer de conflits avec la protection de la nature. Par exemple, les carnivores s'attaquent parfois aux rennes des Samis, ce qui a conduit à l'abattage d'un loup en 2007, espèce pourtant protégée et très menacée en Suède. De même, l'utilisation de la motoneige et la pâture sont cause de dégradation pour la végétation endogène du parc. Ceci explique l'importance de la rédaction du plan de gestion du parc en concertation entre autres avec les Samis et des scientifiques.

Carte des zones d'élevages du renne dans les trois parcs voisins.

## Tourisme

### Histoire et fréquentation

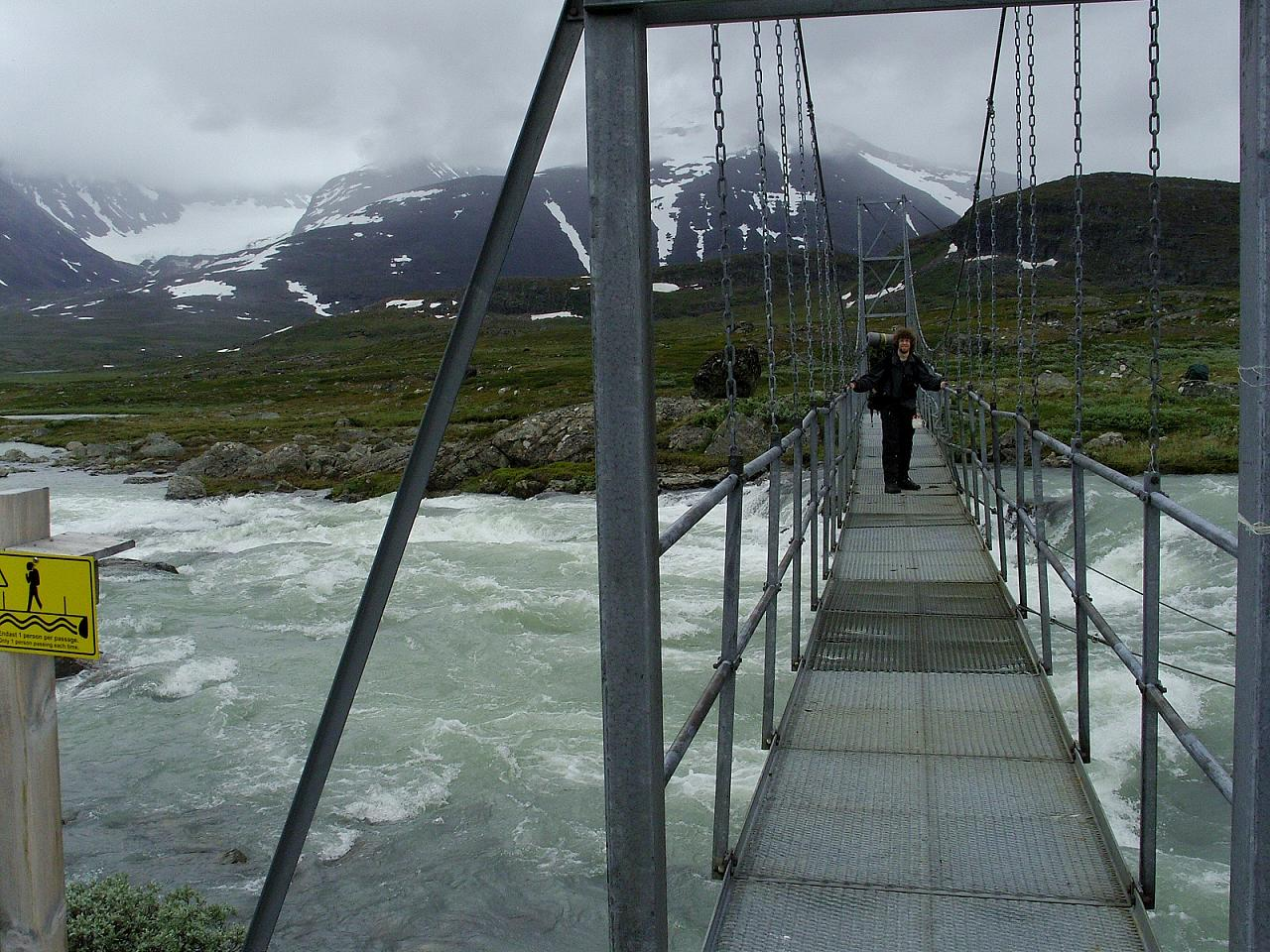
Un des rares ponts du parc, le parc ne dispose que de très peu d'infrastructures touristiques.

Le parc national de Sarek figure dans l'esprit des Suédois comme un des plus beaux paysages de leur pays. Enthousiasme initié par le livre d'Axel Hamberg sur le parc, présentant Sarek comme le joyau de la Laponie suédoise.
Dès 1886, l'association suédoise de promotion du tourisme Svenska Turistföreningen (STF), créée l'année précédente, mentionna Sarek comme un site touristique potentiel. Cependant, le nombre de touristes ne dépassa pas quelques dizaines. En 1900, l'association étudia la possibilité de créer un grand chemin de randonnée à travers les montagnes de Laponie, entre Abisko et Kvikkjokk. Le projet initial passait à travers le parc, avec un chemin balisé, une traversée de Rapaselet en bateau et un refuge près de la rivière,. Le projet fut cependant abandonné, le STF se concentrant principalement sur le Kebnekaise et le Sylarna. Si le sentier en question, appelé Kungsleden, passe tout de même dans le parc, il n'en longe que l'extrémité orientale.
En 1946, Dag Hammarskjöld popularisa l'expression « vår sista stora vildmark » (« notre dernière grande aire sauvage »). Dag Hammarskjöld prôna ainsi le tourisme dans le parc sans porter atteinte à la nature. Le livre d'Edvin Nilsson sur Sarek, en 1970, offrit une renommée accrue au parc, si bien que la fréquentation passa de 200 ou 300 touristes par an dans les années 1960, à 2 000 en 1971. Cette soudaine affluence engendra quelques problèmes, parmi lesquels la saturation temporaire de certains sentiers de la vallée de Rapadalen, peu à même de canaliser des flux importants de visiteurs.

### Activités et infrastructures
Si malgré les différents attraits du parc la fréquentation reste faible, c'est avant tout parce qu'il est très difficile d'accès. Il est possible de rejoindre le parc depuis Ritsem (au nord), desservi par un bus depuis Gällivare, puis de prendre un ferry à travers le lac Akkajaure et atteindre le parc par la marche. Cette voie est réputée être une des plus belles façons d'accéder au Sarek. Une autre façon est de traverser la rivière Stora Luleälven par le barrage. Depuis le sud, le parc est accessible par Kvikkjokk, en suivant le Kungsleden ou depuis Staloluokta à Padjelanta. Il est aussi possible d'arriver dans le parc par hélicoptère ou par bateau, les Samis ayant le droit de survoler la zone ou de conduire des bateaux à moteurs.
Le parc en lui-même ne comprend quasiment aucune infrastructure. Il existe quelques ponts et sentiers, construits principalement pour la transhumance des rennes avec les Samis. En particulier, la vallée de Rapadalen est réputée pour être très difficile à remonter, du fait du grand nombre d'affluents de la rivière à traverser et des denses forêts de bouleaux qui la recouvrent. Ceci rend le parc potentiellement dangereux, en particulier en cas de mauvaises conditions climatiques ou lorsque les torrents sont gonflés par la fonte des neiges, devenant alors difficiles à traverser. Axel Hamberg a ainsi perdu deux de ses collaborateurs dans le parc et fut un des premiers à avertir de ces dangers. De même, il n'y a pas de refuges pour les touristes. Il est donc recommandé de ne pas s'aventurer dans le parc en l'absence d'expérience de la randonnée de montagne.